# Tetanolita floridana
Tetanolita floridana là một loài bướm đêm thuộc họ Noctuidae. Nó được tìm thấy ở Wisconsin tới đảo Long, phía nam đến Florida và Texas.
Sải cánh dài 20–24 mm. Con trưởng thành bay từ tháng 4 đến tháng 10 miền trung portion of its range, all quanh năm in the far phía nam và từ tháng 6 đến tháng 9 in Ohio. There are two hoặc more generations in the east.
Ấu trùng có lẽ ăn chất hữu cơ.